# The Beatles' 1964 World Tour
The Beatles' 1964 World Tour è stato il secondo tour dei Beatles, svoltosi in varie parti del mondo nel 1964, organizzato dalla Parlophone Records. Gli artisti di supporto furono Dave Allen e Kenny Lynch.

## La sostituzione di Ringo Starr con Jimmy Nicol
La mattina del 3 giugno 1964, il giorno prima di partire per il tour mondiale, Ringo Starr stette male durante una seduta fotografica. Svenne e fu portato all'ospedale con una forte febbre: gli venne diagnosticata una forte tonsillite, e gli imposto un ricovero per qualche giorno a Londra.
I Beatles, soprattutto George Harrison, avrebbero voluto rimandare il tour, ma  il manager Brian Epstein e il produttore George Martin, dopo una telefonata convulsa decisero di utilizzare un session man che sostituisse provvisoriamente Ringo.
Martin suggerì Jimmy Nicol, che lui conosceva e che aveva da poco suonato la batteria con una band locale. Nicol venne chiamato ed emozionatissimo accettò subito. Venne presentato agli altri Beatles e dovette imparare tutte le canzoni del loro repertorio per suonare alla Ringo in un solo pomeriggio, oltre che a tagliarsi i capelli nel loro stile.
Quando i Beatles gli chiedevano durante le prove come stava andando, la sua risposta era sempre «It's getting better» (sta andando meglio). La frase poi venne utilizzata in Getting Better, canzone contenuta nell'album del 1967 Sgt. Pepper's Lonely Hearts Club Band. Anni dopo confessò che l'avrebbe fatto anche gratis, ma Epstein gli propose 2.500 sterline a esibizione e un bonus di altre 2.500 sterline. «Quella notte non riuscii a dormire, ero uno dei fottuti Beatles!», disse in una intervista del 1988.
Il giorno dopo, il 4 giugno 1964, ci fu uno show a Copenaghen, in Danimarca e con i Beatles fece altri show, sino a quando Starr, ristabilitosi, raggiunse il gruppo a Melbourne, Australia, il 14 giugno.
Nicol, dal carattere molto timido, non riuscì a salutare il gruppo e se ne andò di notte mentre dormivano. All'aeroporto, Brian Epstein gli consegnò 500 sterline e un orologio d'oro con la scritta "From The Beatles and Brian Epstein to Jimmy - with appreciation and gratitude" (Dai Beatles e Brian Epstein a Jimmy - con apprezzamento e gratitudine). Nel viaggio di ritorno sull'aereo fu molto triste, si sentiva "come un bambino bastardo rifiutato dalla nuova famiglia".

## Sinossi e programma
La tournée seguì il precedente 1964 UK Tour, che aveva avuto concerti in più stagioni in Inghilterra, Scozia, Svezia, Stati Uniti e Francia, in più i Fab Four avevano preso parte ai Beatles' 1963-1964 Christmas Shows a Londra.
Prevedeva esibizioni in Europa (Danimarca e Paesi Bassi), Asia (Hong Kong britannico) e Australasia (Australia e Nuova Zelanda), dove suonarono davanti a un pubblico "a dir poco isterico", coincidendo con la fase più grande della Beatlemania.
Ecco il programma-tipo interpretato in questa tournée. 
1. I Saw Her Standing There
2. I Want to Hold Your Hand
3. All My Loving
4. She Loves You
5. Till There Was You (Meredith Wilson)
6. Roll Over Beethoven (Chuck Berry)
7. Can't Buy Me Love
8. This Boy
9. Twist and Shout
10. Long Tall Sally (Little Richard)

## Scaletta
| N° | Data           | Città                       | Luogo                  | Spettatori |
| -- | -------------- | --------------------------- | ---------------------- | ---------- |
| 1  | 4 giugno 1964  | Copenaghen, Danimarca       | K.B Hallen             | 17 130     |
| 2  | 5 giugno 1964  | Hillegom, Paesi Bassi       | Treslong VARA          | 16 000     |
| 3  | 6 giugno 1963  | Hoorn, Paesi Bassi          | Veilinghalllen         | 14 900     |
| 4  | 10 giugno 1964 | Kowloon, Hong Kong          | Princess Theatre       | 20 261     |
| 5  | 11 giugno 1964 | Sydney, Australia           | Sidney Stadium         | 32 520     |
| 6  | 14 giugno 1964 | Adelaide, Australia         | Centennial Hall        | 32 520     |
| 7  | 16 giugno 1964 | Melbourne, Australia        | Festival Hall          | 32 520     |
| 7  | 22 giugno 1964 | Wellington, Nuova Zelanda   | Wellington Town Hall   | 39 500     |
| 8  | 24 giugno 1964 | Auckland, Nuova Zelanda     | Auckland Town Hall     | 31 700     |
| 9  | 26 giugno 1964 | Dunedin, Nuova Zelanda      | Dunedin Town Hall      | 13 000     |
| 10 | 26 giugno 1964 | Dunedin, Nuova Zelanda      | Dunedin Town Hall      | 13 000     |
| 11 | 27 giugno 1964 | Christchurch, Nuova Zelanda | Majestic Theatre       | 39 500     |
| 12 | 30 giugno 1964 | Brisbane, Australia         | Brisbane Festival Hall | 27 000     |
| 13 | 12 luglio 1964 | Brighton, Regno Unito       | Hippodrome Theatre     | 17 000     |
| 14 | 19 luglio 1964 | Blackpool, Regno Unito      | ABC Cinema             | 16 000     |
| 15 | 23 luglio 1964 | Londra, Regno Unito         | London Palladium       | 20 000     |
| 16 | 26 luglio 1964 | Blackpool, Regno Unito      | Blackpool Opera House  | 14 000     |
| 17 | 28 luglio 1964 | Stoccolma, Svezia           | Johanneshovs Isstadion | 30 000     |
| 18 | 29 luglio 1964 | Stoccolma, Svezia           | Johanneshovs Isstadion | 30 000     |
| 19 | 2 agosto 1964  | Bournemouth, Regno Unito    | Gaumont                | 10 000     |
| 20 | 9 agosto 1964  | Scarborough, Regno Unito    | Futurist Theatre       | 10 000     |
| 21 | 16 agosto 1964 | Blackpool, Regno Unito      | Blackpool Opera House  | 14 000     |

## Formazione

### Formazione ufficiale
- John Lennon - voce, chitarra
- Paul McCartney - voce, basso
- George Harrison - voce, chitarra
- Ringo Starr - voce, batteria

### Turnisti
- Jimmy Nicol - batteria

### Staff
- Brian Epstein - manager
- Cyril Berlin - agente di viaggi

### Artisti di supporto
- Kenny Lynch
- Dave Allen